# Oscar Lipscomb
Oscar Hugh Lipscomb (ur. 21 września 1931 w Mobile w stanie Alabama, zm. 15 lipca 2020 tamże) – amerykański duchowny katolicki, arcybiskup metropolita Mobile w latach 1980–2008.

## Życiorys
Ukończył Kolegium Ameryki Płn. w Rzymie. Tam też otrzymał święcenia kapłańskie 15 lipca 1956 roku. Pracował duszpastersko na terenie rodzinnej diecezji Mobile-Birmingham (w roku 1969 nazwę zmieniono na diecezja Mobile). Od roku 1966 służył tam jako kanclerz.
29 lipca 1980 roku nastąpiła reorganizacja struktur kościelnych w Alabamie i Missisipi. Diecezję Mobile podniesiono do miana archidiecezji i ustanowiono stolicą nowej metropolii. Ponieważ diecezja od pół roku wakowała, tego samego dnia ks. Lipscomb został mianowany pierwszym arcybiskupem metropolitą Mobile. Sakry udzielił mu jego poprzednik John May. Na emeryturę przeszedł 2 kwietnia 2008 roku.